# Karol Ľudovít Černo
Karol Ľudovít Černo (22. listopadu 1820, Uhrovec – 11. března 1894, Trenčín) byl slovenský básník, publicista, evangelický kněz. Užíval pseudonym Drahotín Černo.

## Životopis
Narodil se v rodině krejčího a učitele a vzdělání získával v Kšinné, Uhrovci a v Trenčíně, později pokračoval ve studiu na lyceu v Bratislavě, kde se věnoval studiu filosofie a teologie. Od 40. let 19. století byl aktivním účastníkem slovenského národního hnutí, v roce 1845 na druhé valné hromadě Tatrína zastupoval bratislavský „Spolok miernosti“. Působil jako vychovatel v Bytčici a Uhrovci, v letech 1845 a 1846 byl učitelem v Kšinné, od roku 1846 působil jako kaplan v Horních Ozorovicích, a od roku 1849 byl farářem v Trenčíně.

## Tvorba
První verše začal psát ještě jako student. Jeho básně měly silný národněbuditelský nádech a dominovaly v nich myšlenky o slovanském bratrství. Kromě toho psal i oslavné verše o některých osobnostech (Ladislav Nozdrovický, Ľudovít Bobok aj.). Svá díla vydával jako samostatné tisky, ale také je uveřejňoval v časopisech (Slovenské národní noviny, Evangelické církevní noviny aj.).

## Dílo
- 1863 – Slzy nad hrobom… Emílie Fleischer
- 1863 – Slzy nad hrobom… Ludvíka Bobok
- 1867 – Pomník… Ladislavovi Nozdroviczky
- Horvatom, národněbuditelská báseň
- Na Trenčín, národněbuditelská báseň